# Tajín (Unternehmen)
Tajín ist ein mexikanischer Lebensmittelhersteller. Das Unternehmen wurde 1985 von Horacio Fernández gegründet und produziert eine Reihe von Gewürzen, die vorwiegend aus Chili, Limette und Salz bestehen. Der Unternehmensstandort befindet sich in Zapopan im Bundesstaat Jalisco.

## Geschichte
Das Produkt, das heute Tajín heißt, wurde von Fernández’ Großmutter, „Mama Necha“, als Soße kreiert. Fernández wollte die Soße in Pulverform nachbilden, um sie vermarkten zu können, und wollte ein Verfahren entwickeln, um die Chilis und Limetten zu dehydrieren. Nachdem er die präkolumbianische Ausgrabungsstätte El Tajín im Bundesstaat Veracruz besucht hatte, beschloss Fernández, sein Produkt danach zu benennen. Tajín kam 1993 auf den US-amerikanischen Markt.
Tajín Clásico, das beliebteste Produkt des Unternehmens, ist ein Gewürzpulver, das aus gemahlenen Chilischoten, Meersalz und getrocknetem Limettensaft besteht. Das Pulver ist würzig und scharf und hat eine bernstein- bis karminrote Farbe. Es wird häufig als Würze zu Lebensmitteln, insbesondere Obst, hinzugefügt. Tajín wird gelegentlich auch als Zutat für Micheladas (einem Biercocktail), oder als Rand einer Margarita verwendet.
Die Firma Tajín stellt auch eine Salsa her, wie z. B. die Tajín Mild Hot Sauce, die der pulverförmigen Würze Tajín Clásico in einer flüssigen Mischung ähnelt.

## Referenzen
1. ↑  Tajín - History. In: www.tajin.com. Abgerufen am 8. Februar 2020.
2. ↑  littlestmartha: Tajin Makes Everything Taste Better. In: Littlest Martha. 14. März 2011, abgerufen am 8. Februar 2020 (englisch).
3. ↑  M. Carrie Allan:  This classic frozen margarita recipe hits all the right notes In: Washington Post, 23. Juni 2022. Abgerufen am 18. November 2022
4. ↑  Tajín Mild Hot Sauce. In: Industrias Tajín, S.A. website. Abgerufen am 27. November 2022.